# Galaxy Quest
Galaxy Quest je americká filmová komedie, které v roce 1999 natočil režisér Dean Parisot. Je parodií na sci-fi seriály typu Star Trek a prostředí komunity jejich fanoušků.
Film se dočkal pozitivní kritické odezvy, mj. v roce 2000 získal žánrovou cenu Hugo jako nejlepší Sci-fi/fantasy film roku. Na kritickém webu Rotten Tomatoes dostal hodnocení 90 %. Kladně Galaxy Quest hodnotili fanoušci i protagonisté parodovaného Star Treku.

## Děj
Galaxy Quest byl televizní sci-fi seriál, který se vysílal čtyři roky. Mnoho fanoušků má i po osmnácti letech, kdy byl reprízován. Vznikají fankluby, probíhají srazy apod. Na těchto akcích vystupují i původní herečtí protagonisté, kteří si takto vydělávají reklamou na živobytí.
Nikdo z nich netuší, že televizní signál se seriálem dorazil i na vzdálenou planetu Thermii kde jej mylně považují za dokumentární snímek. A tak obyvatelé přesně podle seriálu postaví kosmickou loď Protector a vydají se k Zemi pro komandéra Taggarta aby se na něj obrátili o pomoc. Posádka s tolika zdokumentovanými úspěchy je pro ně jedinou možnou nadějí na obranu před agresivním generálem Sarrisem.
Seriálový kapitán, který zpočátku netuší, že nevystupuje v dalším reklamním spotu, způsobí svými seriálově nabubřelými rozhodnutími Thermianům katastrofu. Když se herci (včetně jednoho, který odehrál jedinou epizodní roli) poté dostanou na kosmickou loď, působí svou neznalostí další potíže. Cizí loď napadne Protectora, Sarris ovládne situaci a posádka upadne do zajetí. Děj se dále odvíjí v duchu klasického schématu epizod sci-fi seriálů kombinovaného s parodickými prvky. Na konci filmu je loď Thermianů zachráněna a herci se vrací na zem, přímo před zraky fanouškovského davu. Film končí záběry, na nichž se opět populární televizní posádka věnuje natáčení nových dílů seriálu.

## Obsazení
| Tim Allen            | Jason Nesmith / komandér Peter Quincy Taggart |
| Alan Rickman         | sir Alexander Dane / doktor Lazarus           |
| Sigourney Weaver     | Gwen DeMarcová / poručík Tawny Madisonová     |
| Tony Shalhoub        | Fred Kwan / seržant Chen                      |
| Sam Rockwell         | Guy Fleegman / náčelník bezpečnosti           |
| Daryl Chill Mitchell | Tommy Webber / poručík Laredo                 |
| Enrico Colantoni     | Mathesar                                      |
| Robin Sachs          | Sarris                                        |
| Patrick Breen        | Quellek                                       |
| Missi Pyle           | Laliari / Jane Doeová                         |